# Tomba romana del Carmine
La tomba romana del Carmine è un edificio funerario monumentale di epoca romana databile alla seconda metà del II secolo d.C. e situato a Catania all'interno dell'ex Convento del Carmine, oggi sede del Centro Documentale Esercito di Catania "Antonio Santangelo Fulci".
Si tratta del più grande monumento funerario della Catania romana. Nella bibliografia è alle volte erroneamente indicato come "la tomba di Stesicoro".

## Inquadramento topografico
La tomba fu edificata nella zona immediatamente a nord-est dell'antica città, o meglio a nord-est dei resti dell'Anfiteatro romano di Catania (metà del II secolo d.C.) il quale, a sua volta, fu costruito all'estremo limite nord della città. La sua collocazione appare del tutto canonica; cioè la costruzione si trovava appena fuori dalla città posta lungo la principale via che collegava Catania con Acis (probabilmente nella zona dell'odierna Acireale) e che proseguiva verso Messina. A conferma di ciò, nell'area di Piazza Stesicoro viene localizzata da sempre un'antica porta della città chiamata principalmente Porta di Aci. Inoltre a nord e ad est dell'anfiteatro, l'indagine archeologica, nel XIX e XX secolo, ha messo in luce numerose aree di sepoltura individuando e datando sia necropoli già in uso in epoca greca, sia necropoli di epoche più tarde. Come ben sappiamo nell'antichità esse nascevano per l'appunto a ridosso dell'abitato, fuori dalle mura cittadine e lungo le principali vie di comunicazione.

## Storia degli studi
Non si ha notizia di fonti classiche che citino specificatamente questo grande edificio funerario romano del Carmine; né si ha notizia di fonti successive che indichino con sicurezza le vicissitudini o le evidenti riutilizzazioni di questa tomba. Unico fatto certo è che, con l'insediamento dei frati carmelitani, l'edificio funerario (forse già trasformato in luogo di culto) fu annesso alle strutture del cenobio. I resti della struttura dovevano essere ancora ben visibili nel 1832 se l'architetto Sebastiano Ittar ne tracciò il perimetro tratteggiato nella sua rappresentazione cartografica ortogonale di Catania post-terremoto (quindi dopo il 1693). Andando a ritroso nel tempo, altre fonti post-classiche, pur se incerte, confuse e di difficile interpretazione, sembrerebbero testimoniare l'esistenza di strutture murarie antiche all'interno del convento carmelitano. In particolare, in alcuni scritti del XVII e del XVIII secolo, si fa menzione di antichi resti di spessi muri (parietines, ruinae veteres) all'interno del Convento del Carmine, che vengono messe in relazione con la figura di San Leone II il Taumaturgo, vescovo di Catania nell'VIII secolo. Queste fonti purtroppo non forniscono riscontri probanti sul piano della documentazione storico-archeologica; si tratta però di notizie che, anche se ci pervengono da eruditi o “scrittori di storia patria” che citano a loro volta leggende o tradizioni popolari, costituiscono utili testimonianze soprattutto nelle parti in cui vengono trascritte le personali descrizioni degli autori. Tra tali scritti annoveriamo il resoconto della visita fatta dal Vescovo di Catania nel 1475 al beneficio di Costantia de Richiari esistente nel convento (intus convento). La notizia più antica e circostanziata (da sottoporre però a verifica archeologica) ci viene data dallo storico Giovan Battista De Grossis. Nel 1654 egli scrive nel suo Catana sacra che il tempio che il vescovo Leone II edificò in onore di Santa Lucia è lo stesso che si trova presso il Convento dei Carmelitani, che è intitolato a Maria Santissima Annunziata e che il portico è contiguo e posto intorno al vestibolo della stessa chiesa; infine scrive che, entrando in chiesa, a destra si incontrano, anche non volendo, i ruderi sporgenti del predetto tempio. Il filosofo e storico francescano Francesco Privitera scrive nel 1690 “...ivi fu eretta la chiesa all'invitta martire S. Lucia e si rimirano le ruderi di un piccolo tempio sotterraneo a volta innanzi al sacro tempio predetto della B. Vergine.” e inoltre “ … per l'antichi segni e cappella del santo vescovo che sono nel convento […] si suppone avere ivi stanzato e fatta la sua segreta dimora quando era in Catania, essendo per ordinario, il suo stanzare sulle appendici del Mongibello…”. L'abate Vito Maria Amico, teologo benedettino e regio storiografo, cita, prima del 1740, un vetusto tempio dedicato a San Leone dentro il Convento carmelitano e successivamente tra il 1757 e il 1760 scrive nel suo Lexicon Topographicum Siculum a proposito dei “ […] frati di S. Maria di Monte Carmelo donati del tempio fuori porta Stesicorea, poi nominata di Aci […] Comprendesi nei loro chiostri l'antichissima chiesuola di S. Leone, ancora esistente, dove venne da gran tempo conservato in un sepolcro il corpo di S. Agata.” Tranne qualche piccolo accenno dovuto all'ingegnere Carmelo Sciuto Patti non troviamo più, fino alle citazioni dell'archeologo Guido Libertini, nessuna notazione che descriva de visu i resti dell'edificio funerario del Carmine. Ma perché il grande edificio funerario del Carmine è stato scambiato per il sepolcro del poeta Stesicoro? Nel 1925 Guido Libertini, pubblicando la fondamentale edizione critica aggiornata dell'opera Catania antica dello storico Adolf Holm, portò i resti di tale monumento (limitatamente a quanto egli stesso osservò dal chiostro dell'ex convento trasformato in caserma) all'attenzione degli studiosi, mettendoli in relazione con le notizie delle fonti letterarie classiche  connesse al sepolcro del poeta greco Stesicoro. Egli inizialmente, in un articolo del 1922, accetta la tradizione che localizza la tomba di Stesicoro nella chiesetta di Santa Maria di Bethlem; poi nel 1925, in una sua nota aggiunta nella traduzione di Catania antica dell'Holm, ricordando la presenza a Catania del sepolcro eretto dai catanesi in onore del poeta greco Stesicoro, la mette in relazione con i resti della costruzione funeraria, che l'archeologo stesso osserva all'interno di quella che allora era già la sede della caserma Lucchesi Palli. In tale occasione Libertini, da un canto scrive che “topograficamente risponderebbe abbastanza al sito che gli antichi indicano di quei monumenti (v. per es. Tommaso Fazello)”, ma dall'altro fa notare che “forma ed aspetto non concordano con le descrizioni”. Da allora quei resti incastonati all'interno della caserma furono unanimemente indicati e citati come Tomba di Stesicoro. Successivamente sono stati pochi gli studiosi che hanno preso in esame il monumento funerario, non facilmente accessibile al pubblico, decisamente a causa della sua particolare ubicazione all'interno di una struttura militare. Peccato però che l'attribuzione fatta da Libertini nel '25 non è suffragata dalla fonte che egli stesso cita; infatti il Fazello (teologo e storico domenicano che fu a Catania nel 1541), nel suo De Rebus Siculis, afferma a proposito di Catania: “Claruit olim, & illustrium virorum sepulchris, utpote Stesichori Poetae Himerensis, cui huc profugo, defunctoque primo extra urbem lapide, orientem versus, ad portam, quae ad Acin oppidum ducit, quaeque ab ejus tum nomine fuit insignita, sepulchrum octo gradibus, octo cingulis, totidemque columnis elevatum à terra Catanenses voverunt: ut L. Pollux, Suidas, et Pausanias scriptum reliquerunt. Cujus Sepulchri non longè à porta Acidis in aede Betheleem, in hortis Nicolai Leontini (qui apud veteres sepulchrorum erat locus) adhuc extat memoria.”; ed inoltre “Agens autem annos quinque supra octoginta Olympiade 38. Catanae, quo profugerat, extremum diem obiit, ut Lucianus in Macrobiis refert. Cui Catanenses monumentum (cujus in Catana memini) magnificentissimum extruxerunt, & portam civitatis, qua illud petebatur, Stesichoream appellarunt.”. Nella considerazione che nella metà del Cinquecento il convento carmelitano era già stato edificato nello stesso luogo dove poi fu ricostruito l'attuale, dopo il Terremoto del 1693, appare singolare il fatto che, se il Fazello avesse dovuto fare riferimento ai resti esistenti dentro questo cenobio, indicandoli come sepolcro di Stesicoro, abbia invece collocato il presunto monumento funerario dell'artista greco in aede Betheleem, in hortis Nicolai Leontini e non abbia citato appunto il Convento carmelitano stesso che sarebbe stato di certo un riferimento preminente. A Libertini comunque resta il merito di aver dato ampia notizia dell'esistenza dei resti del monumento all'interno della citata caserma e di aver dunque contribuito a fermare, anche se solo in parte, le manomissioni praticate sull'antico edificio che in realtà si trova a cavallo tra la proprietà demaniale militare e la proprietà dell'Ordine Carmelitano subendo, anche inconsapevolmente, manomissioni e destinazioni d'uso non consoni con la sua importanza. Infine, nel 1990, Roger J. A. Wilson nel suo Sicily under the Roman Empire, ne ha dato una breve ma precisa descrizione. I lavori per riportare alla luce tutta la parete sud del monumento descritto da Wilson però sono stati eseguiti nel 1992.

## Descrizione
È in parte visibile nell'angolo nord ovest dell'ex chiostro conventuale con i muri rivestiti esternamente da un paramento in opera quadrata di pietra lavica, i cui blocchi sono disposti in modo pseudo-isodomo. Le pareti sono state realizzate con la tecnica del muro a sacco e quindi con il nucleo in opus cæmenticium. La porzione visibile del monumento si presenta attorniata e sormontata dalla struttura settecentesca del convento e da altre superfetazioni moderne che ormai da tempo impediscono la visione d'insieme della struttura e la percezione della sua volumetria originaria. Si tratta di un edificio funerario a camera. Il suo interno infatti era costituito da un unico ambiente di circa 53 m² (circa 600 piedi quadrati). All'esterno, la superficie occupata è di quasi 100 m². Il prospetto mancante, e quindi anche l'ingresso, erano rivolti a nord; mentre la parete rivolta a sud, pur essendo il retro della tomba, era in origine perfettamente rifinita. L'edificio funerario, all'epoca in cui fu costruito, si presentava eretto su una piccola altura, per chi l'osservava percorrendo la vicina via pubblica. Appariva anche rivestito interamente da un nero paramento di pietra lavica del tutto simile a quello delle grandi opere pubbliche della città di Catania. Anche la modanatura, che ancora oggi lo decora a coronamento del timpano e delle pareti laterali, ha lo stesso tipo di profilo di quella dell'anfiteatro. È probabile che il monumento funerario fosse isolato o quantomeno visibile da tutti i lati. La volta della camera era a botte (con profilo a tutto sesto); s'imposta su due potenti muri spessi m 1,48 ciascuno e, apparentemente, sembra che in origine sia stata realizzata con un'unica gettata di calcestruzzo pieno e omogeneo. Le fondazioni della parete sud sono “immediate”, cioè non esiste “scavo di fondazione”, in quanto la struttura si poggia direttamente sul banco di lava e la base è costituita da un unico filare di blocchi di pietra lavica squadrata. Sempre nella parete sud si aprivano, secondo una nostra ipotesi, quattro finestrelle che, data l'esposizione dalla parte di Austro, permettevano ai raggi del sole d'illuminare il vano interno durante quasi tutto il giorno. La tomba è particolarmente degna di nota sia per le dimensioni (è la più grande fra quelle di cui si hanno notizie finora a Catania), sia per l'accuratezza nella realizzazione del paramento in opera quadrata (rifiniture così accurate della parte posteriore, nel panorama degli edifici funerari di questo tipo, risultano presenti in quelli di una certa importanza). Le sue misure in pianta sono le seguenti: larghezza: 10,44 m; lunghezza: 9 m circa; Spessore delle murature: parete sud: 1,10 m; pareti est e ovest: 1,49 m. L'altezza massima dalla risega di fondazione al vertice del tetto: m 6,54.
Da recente l'Accademia di belle arti di Catania ha portato a termine un progetto per il recupero e la valorizzazione della Tomba romana del Carmine (la parte demaniale). I lavori si sono svolti tra il 28 ottobre 2013 e il 15 marzo 2014. Il progetto di recupero e restauro, che è stata anche una occasione per svolgere attività didattica a favore degli allievi dell'Accademia, consisteva nel liberare dalle superfetazioni moderne la parete est e quindi renderla interamente visibile. È stato anche aperto un precedente ingresso tamponato a parte della cella funeraria. Durante lo scavo della pavimentazione esterna alla tomba sono emersi i resti di un'altra sepoltura romana più piccola e ad un livello più basso.